# Ira Harge
Ira Lee Harge (Anguilla, Misisipi, 14 de marzo de 1941) es un exjugador de baloncesto estadounidense que jugó durante dos temporadas en la liga española y otras 6 en la ABA. Con 2,05 metros de estatura, lo hacía en la posición de pívot.

## Trayectoria deportiva

### Universidad
Tras jugar dos años en el pequeño community college de Burlington, jugó durante dos temporadas con los Lobos de la Universidad de Nuevo México, en las que promedió 18,8 puntos y 11,8 rebotes por partido.

### Profesional
Fue elegido en la undécima posición del Draft de la NBA de 1964 por Philadelphia 76ers, pero no llegó a fichar por el equipo, aceptando la oferta del Picadero Damm de la Liga Española, donde jugaría durante dos temporadas.
Regresa a su país para fichar por los Pittsburgh Pipers de la ABA, pero antes de acabar la temporada es traspasado a Oakland Oaks a cambio de Willie Porter. Allí jugaría el resto de la temporada y la siguiente, en la que ayudaría a su equipo con 8,5 puntos y 10,5 rebotes por partido en la consecución del título de liga.
El equipo se trasladó al año siguiente a Washington D. C., convirtiéndose en los Washington Caps. Allí jugaría una de sus temporadas más completas, acabando el año con 12,2 puntos y 14,0 rebotes por encuentro, que le situarían como el quinto mejor reboteador de la liga.
Al año siguiente sería traspasado junto con Grady Bradds a Carolina Cougars, a cambio de Doug Moe. A partir de ese momento su carrera se ve marcada con los traspasos y las lesiones, jugando tres años más en los cuales cambiaría de equipo en todas ellas. Se retiró en 1973, después de 6 temporadas en la ABA, con unos promedios de 10,3 puntos y 11,6 rebotes por partido, cifra esta última que supone la novena mejor marca en la historia de la liga.

## Estadísticas de su carrera en la ABA

### Temporada regular
| Temporada | Edad | Equipo     | Liga | P   | TIT | MIN  | TC  | TCA  | %TC  | 3P  | 3PA | %3P  | TL  | TLA | %TL  | R.OF. | R.DEF. | REB  | ASIS | ROB | TAP | PER | FP  | PTS  |
| 1967-68   | 26   | TOTAL      | ABA  | 82  |     | 32.9 | 3.8 | 9.5  | .398 | 0.0 | 0.0 |      | 2.5 | 3.6 | .678 |       |        | 12.7 | 1.2  |     |     | 2.2 | 3.6 | 10.0 |
| 1967-68   | 26   | Pittsburgh | ABA  | 52  |     | 31.8 | 3.4 | 8.5  | .399 | 0.0 | 0.0 |      | 2.3 | 3.5 | .647 |       |        | 11.4 | 0.7  |     |     | 2.1 | 3.7 | 9.1  |
| 1967-68   | 26   | Oakland    | ABA  | 30  |     | 34.9 | 4.5 | 11.3 | .397 | 0.0 | 0.0 |      | 2.8 | 3.8 | .728 |       |        | 14.8 | 2.0  |     |     | 2.4 | 3.3 | 11.8 |
| 1968-69   | 27   | Oakland    | ABA  | 78  |     | 26.9 | 3.4 | 7.4  | .465 | 0.0 | 0.0 |      | 1.6 | 2.6 | .615 | 3.4   | 7.0    | 10.5 | 1.2  |     |     | 2.8 | 3.1 | 8.5  |
| 1969-70   | 28   | Washington | ABA  | 84  |     | 35.6 | 4.9 | 10.5 | .468 | 0.0 | 0.0 |      | 2.3 | 3.4 | .678 | 4.0   | 10.0   | 14.0 | 2.4  |     |     | 3.3 | 3.9 | 12.2 |
| 1970-71   | 29   | TOTAL      | ABA  | 82  |     | 35.8 | 5.6 | 12.2 | .460 | 0.0 | 0.1 | .400 | 2.4 | 3.7 | .644 | 4.0   | 9.2    | 13.2 | 2.5  |     |     | 2.8 | 3.5 | 13.6 |
| 1970-71   | 29   | Carolina   | ABA  | 29  |     | 30.8 | 4.5 | 10.0 | .453 | 0.0 | 0.0 | .000 | 1.4 | 2.8 | .512 | 4.1   | 7.6    | 11.7 | 2.0  |     |     | 3.2 | 3.6 | 10.5 |
| 1970-71   | 29   | Floridians | ABA  | 53  |     | 38.5 | 6.2 | 13.4 | .463 | 0.0 | 0.1 | .500 | 2.9 | 4.2 | .692 | 3.9   | 10.2   | 14.1 | 2.7  |     |     | 2.6 | 3.5 | 15.4 |
| 1971-72   | 30   | TOTAL      | ABA  | 84  |     | 27.0 | 3.7 | 8.1  | .462 | 0.0 | 0.0 | .000 | 1.2 | 1.8 | .693 | 2.8   | 6.5    | 9.3  | 1.5  |     |     | 1.9 | 3.2 | 8.7  |
| 1971-72   | 30   | Floridians | ABA  | 53  |     | 34.1 | 4.8 | 10.6 | .456 | 0.0 | 0.0 | .000 | 1.6 | 2.3 | .683 | 3.6   | 8.2    | 11.8 | 1.9  |     |     | 2.4 | 3.6 | 11.2 |
| 1971-72   | 30   | Utah       | ABA  | 31  |     | 14.7 | 1.9 | 3.8  | .492 | 0.0 | 0.0 |      | 0.6 | 0.9 | .741 | 1.5   | 3.4    | 5.0  | 1.0  |     |     | 1.1 | 2.5 | 4.4  |
| 1972-73   | 31   | TOTAL      | ABA  | 17  |     | 10.4 | 0.8 | 2.4  | .350 | 0.0 | 0.0 |      | 0.4 | 0.6 | .600 | 0.9   | 2.6    | 3.5  | 0.5  |     |     | 1.0 | 2.5 | 2.0  |
| 1972-73   | 31   | Utah       | ABA  | 13  |     | 7.7  | 0.7 | 1.7  | .409 | 0.0 | 0.0 |      | 0.3 | 0.5 | .667 | 0.6   | 2.2    | 2.8  | 0.5  |     |     | 0.5 | 2.1 | 1.7  |
| 1972-73   | 31   | Carolina   | ABA  | 4   |     | 19.3 | 1.3 | 4.5  | .278 | 0.0 | 0.0 |      | 0.5 | 1.0 | .500 | 1.8   | 4.0    | 5.8  | 0.8  |     |     | 2.8 | 4.0 | 3.0  |
| Total     |      |            | ABA  | 427 |     | 30.8 | 4.2 | 9.3  | .450 | 0.0 | 0.0 | .333 | 1.9 | 2.9 | .661 | 3.4   | 7.9    | 11.6 | 1.7  |     |     | 2.6 | 3.4 | 10.3 |

### Playoffs
| Temporada | Edad | Equipo     | Liga | P  | MIN  | TCA | TC  | 3PA | 3P | TLA | TL | R.OF. | REB | ASIS | ROB | TAP | PER | FP  | PTS | %TC  | %3P  | %FT  | MIN  | PTS  | REB  | AST |
| 1969      | 27   | Oakland    | ABA  | 16 | 445  | 45  | 108 | 0   | 0  | 24  | 39 |       | 192 | 20   |     |     | 31  | 50  | 114 | .417 |      | .615 | 27.8 | 7.1  | 12.0 | 1.3 |
| 1970      | 28   | Washington | ABA  | 7  | 267  | 30  | 67  | 0   | 2  | 11  | 18 |       | 95  | 19   |     |     | 19  | 22  | 71  | .448 | .000 | .611 | 38.1 | 10.1 | 13.6 | 2.7 |
| 1971      | 29   | Floridians | ABA  | 6  | 233  | 46  | 82  | 0   | 1  | 11  | 19 | 25    | 98  | 14   |     |     | 12  | 17  | 103 | .561 | .000 | .579 | 38.8 | 17.2 | 16.3 | 2.3 |
| 1972      | 30   | Utah       | ABA  | 10 | 106  | 11  | 25  | 0   | 0  | 5   | 7  |       | 40  | 8    |     |     | 8   | 23  | 27  | .440 |      | .714 | 10.6 | 2.7  | 4.0  | 0.8 |
| Total     |      |            | ABA  | 39 | 1051 | 132 | 282 | 0   | 3  | 51  | 83 | 25    | 425 | 61   |     |     | 70  | 112 | 315 | .468 | .000 | .614 | 26.9 | 8.1  | 10.9 | 1.6 |